# تیموتی گویبل
تیموتی گویبل (انگلیسی: Timothy Goebel؛ زادهٔ ۱۰ سپتامبر ۱۹۸۰) اسکیت‌باز نمایشی اهل ایالات متحده آمریکا است.